# Slöta
Slöta är kyrkbyn i Slöta socken i Falköpings kommun i Västergötland, belägen norr om Vartofta och sydost om Falköping.  
I byn ligger Slöta kyrka.